# Echte Verhalen: SOS 112
Echte Verhalen: SOS 112 is een Belgische televisieserie die vanaf 28 januari 2019 tot en met 22 februari 2019 werd uitgezonden op VTM. Het vervolg van de afleveringen werden van 7 december 2020 tot en met 1 januari 2021 uitgezonden op VTM 2. De serie wordt sinds 10 januari 2022 heruitgezonden op VTM. De scripted realityreeks is een productie van Zodiak Belgium en volgt een fictief Vlaams ziekenhuis in zijn werkzaamheden. De afleveringen zijn losjes gebaseerd op waargebeurde feiten.

## Rolverdeling
| Acteur                    | Personage          | Functie          |
| ------------------------- | ------------------ | ---------------- |
| Bram De Maere             | Kevin Bessemans    | Ambulancier      |
| Ellen Maria Louis Peeters | Evi Vercruyssen    | Ambulancier      |
| Stef Vanlee               | Dokter Ben Orlent  | MUG-arts         |
| Alice Van Heuven          | Britt Geeraerts    | MUG-verpleegster |
| Clara Cisk                | Dokter Joke Saenen | Spoedarts        |
| Jean Janssens             | Julie Mintona      | Onthaalbediende  |
| Greet Verhoeven           | Sonja Van Nimmen   | Directrice       |

## Personages

### Hoofdpersonages
Kevin Bessemans
Kevin is de mannelijke ambulancier. Hij neemt de regels en wetten niet zo nauw maar de patiënt komt bij hem te allen tijde op de eerste plaats. Hij is al negen jaar getrouwd met zijn college-ambulancier Evi en samen hebben ze 2 kinderen.
Evi Vercruyssen
Evi is de vrouwelijke ambulancier. Haar karakter is tegengesteld aan dat van haar collega. Evi wil dat alles verloopt volgens het boekje en denkt steeds na voordat ze iets doet. Ze is al negen jaar getrouwd met haar collega-ambulancier Kevin en samen hebben ze 2 kinderen.
Ben Orlent
Ben is de MUG-arts van het team. Hij is een echte freak inzake geneeskunde en doet niets liever dan bijstuderen. Hij houdt van boeken lezen en vindt op vakantie gaan verloren tijd. Hij is vrijgezel. Dokter Orlent behandelt de ernstige gevallen. Hij heeft een broer Sander.
Britt Geeraerts
Britt is de jonge, slimme en knappe verpleegster van het MUG-team. Ze werkt sinds 1 jaar samen met Dokter Orlent. Ze is een echte tegenpool van haar collega.
Joke Saenen
Joke is de spoedarts. Ze is een vrouw met ballen aan haar lijf. Ze is steeds recht door zee maar durft al eens een warhoofd zijn. Ze is steeds goedgezind en heeft al jaren ervaring op de spoeddienst.
Julie Mintona
Onthaalbediende Julie is een stoere meid die er cool uitziet. Ze is altijd heel erg meelevend met de patiënten.
Sonja Van Nimmen
Sonja is de directrice van het ziekenhuis. Ze is een vrijgevochten dame die opstaat voor innovatie in het ziekenhuis. Sonja is een strenge maar rechtvaardige directrice. Ze heeft 1 zoon Roberto, die geneeskunde studeert.

## Afleveringen
| Seizoen | Uitzenddata                        | Afleveringen- nummers | Aantal afleveringen |
| ------- | ---------------------------------- | --------------------- | ------------------- |
| 1       | 28 januari 2019 - 22 februari 2019 | 1 – 20                | 20                  |
| 2       | 7 december 2020 - 1 januari 2021   | 21 – 40               | 20                  |